# Elezioni generali in Liberia del 2017
Le elezioni generali in Liberia del 2017 si sono tenute il 10 ottobre (primo turno) e il 26 dicembre (secondo turno) per l'elezione del Presidente e il rinnovo del Parlamento (Camera dei rappresentanti e Senato).

## Risultati

### Elezioni presidenziali
| Candidati            | Partiti                                                      | I turno   | I turno | II turno  | II turno |
| Candidati            | Partiti                                                      | Voti      | %       | Voti      | %        |
| -------------------- | ------------------------------------------------------------ | --------- | ------- | --------- | -------- |
| George Weah          | Coalizione per il Cambiamento Democratico (CDC - NPP - LPDP) | 596 037   | 38,37   | 732 185   | 61,54    |
| Joseph Boakai        | Partito dell'Unità                                           | 446 716   | 28,76   | 457 579   | 38,46    |
| Charles Brumskine    | Partito della Libertà                                        | 149 495   | 9,62    |           |          |
| Prince Johnson       | Movimento per la Democrazia e la Ricostruzione               | 127 666   | 8,22    |           |          |
| Alexander B Cummings | Congresso Nazionale dell'Alternativa                         | 112 067   | 7,21    |           |          |
| Benoni Urey          | Partito di Tutti i Liberiani                                 | 24 246    | 1,56    |           |          |
| Joseph Mills Jones   | Movimento per lo Sviluppo Economico                          | 12 854    | 0,83    |           |          |
| MacDella Cooper      | Partito della Rinascita della Liberia                        | 11 645    | 0,75    |           |          |
| Henry Fahnbulleh     | Partito del Popolo Liberiano                                 | 11 560    | 0,74    |           |          |
| Oscar Cooper         | Indipendente                                                 | 10 381    | 0,67    |           |          |
| MacDonald Wento      | Partito del Popolo Unito                                     | 8 968     | 0,58    |           |          |
| Simeon Freeman       | Movimento per il Cambiamento Progressista                    | 6 682     | 0,43    |           |          |
| Isaac Wiles          | Partito della Giustizia Democratica                          | 6 379     | 0,41    |           |          |
| Aloysius Kpadeh      | Indipendente                                                 | 5 922     | 0,38    |           |          |
| Kennedy Sandy        | Partito della Trasformazione della Liberia                   | 5 343     | 0,34    |           |          |
| George Dweh          | Congresso Democratico della Redenzione                       | 4 935     | 0,32    |           |          |
| William Tuider       | Partito della Nuova Liberia                                  | 4 920     | 0,32    |           |          |
| Jeremiah Whapoe      | Visione per la Trasformazione della Liberia                  | 3 946     | 0,25    |           |          |
| Yarkpajuwur Mator    | Indipendente                                                 | 1 940     | 0,12    |           |          |
| Wendell McIntosh     | Azione Democratica del Cambiamento                           | 1 646     | 0,11    |           |          |
| Totale               | Totale                                                       | 1 553 348 | 100     | 1 189 764 | 100      |

### Elezioni parlamentari

Risultati per collegio

| Liste                                                    | Voti      | %     | Seggi |
| -------------------------------------------------------- | --------- | ----- | ----- |
| Coalizione per il Cambiamento Democratico (CDC-NPP-LPDP) | 234 767   | 15,64 | 21    |
| Partito dell'Unità                                       | 209 677   | 13,96 | 19    |
| Partito della Libertà                                    | 131 187   | 8,74  | 3     |
| Congresso Nazionale dell'Alternativa                     | 92 085    | 6,13  | –     |
| Partito dell'Unificazione del Popolo                     | 87 946    | 5,86  | 5     |
| Partito di Tutti i Liberiani                             | 76 158    | 5,07  | 3     |
| Movimento per lo Sviluppo Economico                      | 58 940    | 3,93  | 1     |
| Movimento per la Democrazia e la Ricostruzione           | 50 560    | 3,37  | 2     |
| Coalizione per il Progresso della Liberia                | 50 490    | 3,36  | –     |
| Partito della Trasformazione della Liberia               | 49 621    | 3,30  | 1     |
| Partito del Popolo Unito                                 | 43 619    | 2,91  | 1     |
| Partito della Vittoria per il Cambiamento                | 28 385    | 1,89  | 1     |
| Partito del Popolo Liberiano                             | 24 143    | 1,61  | 1     |
| Altri <24000 voti                                        | 128 661   | 8,57  | 1     |
| Indipendenti                                             | 235 261   | 15,67 | 12    |
| Totale                                                   | 1 501 500 | 100   | 71    |